# Domeniche d'agosto
Domeniche d'agosto (Dimanches d'août, 1986) è un romanzo di Patrick Modiano pubblicato in Francia nel 1986 presso Gallimard e in Italia nel 1987 da Feltrinelli ma attualmente è fuori catalogo.

## Trama
La storia narrata è quella di una ricerca, come spesso accade nei romanzi di Patrick Modiano: ambientato a Nizza, il romanzo si apre con due uomini, Jean, la voce narrante e protagonista, e Frédéric Villecourt, antagonista, che si incontrano pur non volendolo fare, parlano ma non dicono quello che effettivamente vorrebbero. Oggetto della contesa è una donna, Sylvie, moglie del secondo e amante del primo, che ogni tanto compare nel racconto attraverso i flashback per poi sparire e, infine, ricomparire in maniera chiara. Ma quando la storia sembra procedere spedita, Patrick Modiano vira decisamente e racconta un'altra storia, misteriosa, i cui protagonisti sono Virgil e Barbara Neal e, loro malgrado, anche Jean e Sylvie. Quindi si può parlare di un racconto nel racconto nel quale l'autore va alla ricerca di qualcosa.
“Ora tutto si confonde. Le immagini del passato si aggrovigliano in una pasta leggere e trasparente che si stende, si gonfia e prende la forma di un pallone iridato, pronto a scoppiare. Mi sveglio di soprassalto, col cuore in tumulto: il silenzio fa aumentare l'angoscia”. (pag. 37)
Sembra un giallo quello raccontato in “Domeniche d'agosto” da Patrick Modiano dal momento che è ricco di indizi, sospetti, dettagli e impressioni ma così non è perché risulta privo di alcune parti e la “pista” da cui partire per ritrovare la donna scomparsa, a causa del gioiello che aveva sempre con sé dal grande valore, resta una foto sbiadita e poco chiara scattata per caso da un fotografo ambulante. In totale quindi si trovano due storie che coinvolgono il lettore, ansioso di spiegazioni che però sono poche e quasi non arrivano.
“Tengo molto a questo tipo di fotografie, tracce di un momento effimero in cui si è stati felici, di una passeggiata in un pomeriggio di sole… Sono importanti quelle sentinelle, con la macchina a tracolla, sempre pronte a fissarci in una istantanea, quei custodi di ricordi, in perlustrazione continua”. (pag. 66)

## Personaggi
- Jean

È il protagonista della storia narrata, l'amante di Sylvie, e il personaggio con il quale ha inizio il racconto. Dalla lettura è sembrato molto riservato e chiuso in se stesso eccetto quando si trova in presenza della amata. Ciò nonostante, fin dal principio della sua “amicizia” con i Neal è sembrato molto diffidente, sospettoso ma non impaurito. È caratterizzato da una forte solitudine e sebbene Modiano la faccia lodare a Jean, questa pesa come un macigno. (“Finalmente soli. Niente è paragonabile a questa voluttà”)
- Frédéric Villecourt

Si tratta del marito di Sylvie nonché del “nemico” di Jean che appare all'inizio del racconto successivamente viene ricordato solamente attraverso flashback. Da quello che traspare da Jean, Villecourt sembra molto cambiato anche se è molto insistente nel voler parlare della moglie; dal momento che la soluzione del “giallo” non si ha, si possono fare solamente supposizioni e una di queste porta a pensare che tale personaggio sia il mandante del rapimento di Sylvie e del gioiello.
- Sylvie

Rappresenta l'oggetto di contesa dei due uomini presenti nel racconto ed è un personaggio molto particolare sia per il suo carattere introverso sia per la situazione che deve affrontare. Appare in varie parti del racconto ma non è presente in tutto attraverso flashback. Jean ricorda, nella sua solitudine, le giornate trascorse con l'amata, le cosiddette “domeniche d'agosto” sulla Costa Azzurra.
- I Neal

Questi due personaggi ovvero, Virgil e Barbara, sono avvolti nel mistero perché riprendono l'identità di due persone scomparse nel dopoguerra e si presentano subito in maniera molto ambigua nei confronti di Jean e Sylvie cercando di guadagnarsi la loro fiducia e amicizia. Hanno dato, fin dalle prime righe in cui sono comparsi, questa impressione di mistero e di sospetto tanto che Jean non si era mai fidato al 100% fino al momento in cui viene rapita Sylvie per il suo gioiello dal grande valore.

## Stile
L'autore utilizza il genere giallo-poliziesco anche se privo di alcuni elementi per raccontare una storia all'interno di un'altra il tutto attraverso l'utilizzo di flashback, di molti dialoghi e di un linguaggio molto lineare e scorrevole.

## Edizioni
- Patrick Modiano, Domeniche d’agosto, Milano, Feltrinelli, 1987, ISBN 88-07-01334-7.